# Fabian Fallert
Fabian Fallert (Bad Urach, 12 maggio 1997) è un tennista tedesco.
Ha ottenuto i suoi migliori risultati in doppio, specialità in cui ha raggiunto una finale ATP e vinto diversi titoli nei circuiti minori. Il suo miglior ranking ATP è il 101º posto raggiunto nel febbraio 2023. Quello stesso mese si infortuna gravemente e nel periodo successivo si dedica a insegnare nell'accademia di tennis del fratello Florian. Ha fatto sapere che rientrerà alle competizioni con l'obbiettivo di conciliare gli impegni da professionista con quelli di istruttore.

## Statistiche
Aggiornate al 6 marzo 2023.

### Doppio

#### Sconfitte (1)
| Legenda              |
| Grande Slam (0)      |
| ATP Finals (0)       |
| ATP Masters 1000 (0) |
| ATP Tour 500 (0)     |
| ATP Tour 250 (1)     |

| N. | Data           | Torneo            | Superficie  | Compagno   | Avversari in finale               | Punteggio        |
| 1. | 2 ottobre 2022 | Sofia Open, Sofia | Cemento (i) | Oscar Otte | Rafael Matos David Vega Hernández | 6–3, 5–7, [8–10] |

### Doppio

#### Vittorie (12)
| Legenda tornei minori |
| Challenger (3)        |
| ITF (9)               |

| N. | Data            | Torneo                    | Superficie  | Compagno           | Avversari in finale              | Punteggio           |
| 1. | 23 gennaio 2022 | Città di Forlì III, Forlì | cemento (i) | Victor Vlad Cornea | Jonáš Forejtek Jelle Sels        | 6–4, 6(6)–7, [10–7] |
| 2. | 30 gennaio 2022 | Città di Forlì IV, Forlì  | cemento (i) | Victor Vlad Cornea | Antonio Šančić Igor Zelenay      | 6–4, 3–6, [10–2]    |
| 3. | 5 febbraio 2023 | Koblenz Open, Coblenza    | cemento (i) | Hendrik Jebens     | Jonathan Eysseric Denys Molčanov | 7–6(2), 6–3         |